# ويليام ويلوبي ميلر
ويليام ويلوبي ميلر هو سياسي كندي، ولد في 12 سبتمبر 1880، وتوفي في 1959. حزبياً، نشط في حزب ساسكاتشوان المحافظ التقدمي. وقد انتخب عضو المجلس التشريعي من ساسكاتشوان.